# Pasquale Abate
Pasquale Abate, né le 16 avril 1813 à San Fili et mort le 2 septembre 1837 à Cosenza, est un patriote italien.

## Biographie
Pasquale Abate est le fils d'un propriétaire terrien. Il est arrêté le 3 août 1837 pour avoir participé aux émeutes de Cosenza qui ont débuté le 22 juillet devant la prison et se poursuivent jusqu'au 31 juillet par une tentative d'insurrection facilement contenues par les troupes royales. Les libéraux, pour impliquer la population, soutiennent même que la responsabilité de l'épidémie de choléra, alors en cours, est due au gouvernement des  Bourbon de Naples. En réaction, les autorités accusent les révolutionnaires d'«avoir dispersé des substances pernicieuses afin de favoriser la diffusion de rumeurs alarmantes et inciter à renverser l'ordre public».
Abate est jugé par une cour martiale créée par l'intendant De Liguori, après que le défenseur Gaetano Bova ait en vain essayé de soustraire son client de la juridiction d'un tribunal civil. Abate est condamné à mort le 31 août et est exécuté deux jours plus tard, avec d'autres patriotes: Luigi Stumpo ufficiale, Luigi Belmonte sacerdote, Carmine Scarpelli e Luigi Clusi,

## Source de la traduction
- (it) Cet article est partiellement ou en totalité issu de l’article de Wikipédia en italien intitulé « Pasquale Abate » (voir la liste des auteurs).